# Верхня Салаєвка
Верхня Сала́євка (рос. Верхняя Салаевка, башк. Үрге Сәләй) — присілок у складі Татишлинського району Башкортостану, Росія. Входить до складу Бадряшевської сільської ради.
Населення — 3 особи (2010; 19 у 2002).
Національний склад:
- башкири — 100 %